# 8"/55 Mark 71
8"/55 Mark 71 — корабельная универсальная артиллерийская установка, разработанная в США и предназначавшаяся для кораблей американского флота. Основным предназначением артустановки являлась огневая поддержка морских десантных операций. Разрабатывалась по требованию морской пехоты США, являлась полностью автоматизированным орудием. Тактико-техническое задание на разработку установки было выдано в 1969 году, командованием морских десантных операций. Разработка системы началась в 1971 году. Испытания установки успешно прошли на борту эсминца «Халл» типа «Форрест Шерман» в 1975 году. Mark 71 предполагалось устанавливать на эсминцы типа «Спрюэнс», перспективные ракетные крейсера типа CSGN, а также на ракетный крейсер «Лонг Бич» после его переоснащения на многофункциональную боевую систему «Иджис».
Программа была закрыта в 1978 году, в связи с бюджетными ограничениями.